# Иццо, Армандо
Армандо Иццо (итал. Armando Izzo; родился 2 марта 1992, Неаполь, Италия) — итальянский футболист, защитник клуба «Монца». Выступал за сборную Италии.

## Клубная карьера
Армандо воспитывался в системах клубов «Скампия» и «Наполи». В сезоне 2011/12 он был переведён в первую команду «голубых» и был отдан в аренду «Триестина», за которую игрок отыграл тринадцать встреч. В 2012 году Армандо перешёл в «Авеллино» и был там ключевым центральным защитником на протяжении двух сезонов. В 2014 году он перебрался в «Дженоа». Его дебют в Серии А состоялся 5 октября в матче против «Пармы». В своём дебютном сезоне защитник провёл двадцать встреч и был игроком ротации, а со следующего застолбил прочное место в основном составе «грифонов».

## Карьера в сборной
В 2015 году Армандо вызывался в стан молодёжной сборной Италии, но так и не дебютировал в её составе.
Армандо попал в расширенную заявку национальной сборной Италии на Евро-2016. Дебютировал в сборной 26 марта 2019 года в матче отборочного турнира к чемпионату Европы 2020 года со сборной Лихтенштейна.